# نوومصطفینو
نوومصطفینو (به لاتین: Novomustafino) یک منطقهٔ مسکونی در روسیه است که در باشقیرستان واقع شده‌است.